# Echeandia paniculata
Echeandia paniculata är en sparrisväxtart som beskrevs av Joseph Nelson Rose. Echeandia paniculata ingår i släktet Echeandia och familjen sparrisväxter. Inga underarter finns listade i Catalogue of Life.